# Ковилово (Палилула)
Ковилово је насеље у градској општини Палилула у Граду Београду. Према попису из 2022. било је 760 становника.

## Положај
Ковилово је приградско насеље у београдској општини Палилула. Налази се у банатском делу општине, тј. на левој обали Дунава, на зрењанинском путу 15 km од центра Београда, јужно од Падинске Скеле.

## Извор имена
Ковилово је добило име по погинулом совјетским пилотом Михаилу Ковилову, чији се авион тамо и срушио.

## Демографија
У насељу Ковилово живи 808 пунолетних становника, а просечна старост становништва износи 36,2 година (35,1 код мушкараца и 37,3 код жена). У насељу има 369 домаћинстава, а просечан број чланова по домаћинству је 2,82.
Ово насеље је великим делом насељено Србима (према попису из 2002. године), а у последња три пописа, примећен је пад у броју становника.
|  |

| Демографија- | Демографија- | Демографија- |
| Година       | Становника   | Становника   |
| ------------ | ------------ | ------------ |
| 1948.        | 0            |              |
| 1953.        | 950          |              |
| 1961.        | 871          |              |
| 1971.        | 1.042        |              |
| 1981.        | 1.132        |              |
| 1991.        | 1.063        | 1.045        |
| 2002.        | 1.039        | 1.050        |

| Етнички састав према попису из 2002.‍ | Етнички састав према попису из 2002.‍ | Етнички састав према попису из 2002.‍ | Етнички састав према попису из 2002.‍ | Етнички састав према попису из 2002.‍ |
| ------------------------------------ | ------------------------------------ | ------------------------------------ | ------------------------------------ | ------------------------------------ |
|                                      |                                      |                                      |                                      |                                      |
| Срби                                 | Срби                                 |                                      | 961                                  | 92,49%                               |
| Мађари                               | Мађари                               |                                      | 7                                    | 0,67%                                |
| Југословени                          | Југословени                          |                                      | 7                                    | 0,67%                                |
| Црногорци                            | Црногорци                            |                                      | 6                                    | 0,57%                                |
| Роми                                 | Роми                                 |                                      | 6                                    | 0,57%                                |
| Горанци                              | Горанци                              |                                      | 6                                    | 0,57%                                |
| Муслимани                            | Муслимани                            |                                      | 5                                    | 0,48%                                |
| Хрвати                               | Хрвати                               |                                      | 4                                    | 0,38%                                |
| Немци                                | Немци                                |                                      | 4                                    | 0,38%                                |
| Македонци                            | Македонци                            |                                      | 3                                    | 0,28%                                |
| Албанци                              | Албанци                              |                                      | 2                                    | 0,19%                                |
| Украјинци                            | Украјинци                            |                                      | 1                                    | 0,09%                                |
| Словаци                              | Словаци                              |                                      | 1                                    | 0,09%                                |
| Румуни                               | Румуни                               |                                      | 1                                    | 0,09%                                |
| непознато                            | непознато                            |                                      | 22                                   | 2,11%                                |

| Година пописа     | 1948. | 1953. | 1961. | 1971. | 1981. | 1991. | 2002. |
| ----------------- | ----- | ----- | ----- | ----- | ----- | ----- | ----- |
| Број домаћинстава | 0     | 344   | 304   | 321   | 369   | 336   | 369   |

| Број чланова      | 1  | 2  | 3  | 4   | 5  | 6 | 7 | 8 | 9 | 10 и више | Просек |
| ----------------- | -- | -- | -- | --- | -- | - | - | - | - | --------- | ------ |
| Број домаћинстава | 76 | 89 | 73 | 100 | 23 | 5 | 3 | 0 | 0 | 0         | 2,82   |

| Пол    | Укупно | Неожењен/Неудата | Ожењен/Удата | Удовац/Удовица | Разведен/Разведена | Непознато |
| ------ | ------ | ---------------- | ------------ | -------------- | ------------------ | --------- |
| Мушки  | 412    | 126              | 258          | 13             | 7                  | 8         |
| Женски | 432    | 105              | 257          | 50             | 17                 | 3         |
| УКУПНО | 844    | 231              | 515          | 63             | 24                 | 11        |

| Пол    | Укупно                    | Пољопривреда, лов и шумарство | Рибарство                            | Вађење руде и камена | Прерађивачка индустрија       |
| ------ | ------------------------- | ----------------------------- | ------------------------------------ | -------------------- | ----------------------------- |
| Мушки  | 248                       | 117                           | 0                                    | 0                    | 58                            |
| Женски | 168                       | 49                            | 0                                    | 0                    | 30                            |
| УКУПНО | 416                       | 166                           | 0                                    | 0                    | 88                            |
| Пол    | Производња и снабдевање   | Грађевинарство                | Трговина                             | Хотели и ресторани   | Саобраћај, складиштење и везе |
| Мушки  | 2                         | 12                            | 15                                   | 2                    | 18                            |
| Женски | 2                         | 3                             | 21                                   | 1                    | 3                             |
| УКУПНО | 4                         | 15                            | 36                                   | 3                    | 21                            |
| Пол    | Финансијско посредовање   | Некретнине                    | Државна управа и одбрана             | Образовање           | Здравствени и социјални рад   |
| Мушки  | 0                         | 6                             | 6                                    | 1                    | 2                             |
| Женски | 1                         | 9                             | 9                                    | 10                   | 24                            |
| УКУПНО | 1                         | 15                            | 15                                   | 11                   | 26                            |
| Пол    | Остале услужне активности | Приватна домаћинства          | Екстериторијалне организације и тела | Непознато            | Непознато                     |
| Мушки  | 2                         | 0                             | 0                                    | 7                    | 7                             |
| Женски | 1                         | 0                             | 0                                    | 5                    | 5                             |
| УКУПНО | 3                         | 0                             | 0                                    | 12                   | 12                            |